# مارکو ماریانی
مارکو ماریانی (ایتالیایی: Marco Mariani) بازیگر اهل ایتالیا است.

## گزیدهٔ نقش‌آفرینی‌ها
- هفت‌تیر (۱۹۷۳)
- گناه در وجودت حبس شده و فقط من کلیدش را دارم (۱۹۷۲)
- چه بر سر سولانژ آوردی؟ (۱۹۷۲)
- کالیبر ۹ (۱۹۷۲)
- هتل اسلاتر (۱۹۷۱)
- خون‌آشام اپرا (۱۹۶۴)
- هرکول، سامسون و اولیس (۱۹۶۴)
- گاریبالدی (۱۹۶۱)
- ترور (۱۹۶۱)